# Courcelles (Territoire de Belfort)
Courcelles (deutsch früher Kurzel) ist eine französische Gemeinde im Département Territoire de Belfort in der Region Bourgogne-Franche-Comté.

## Geographie
Courcelles liegt auf 394 m Meereshöhe, sechs Kilometer östlich von Delle und etwa 22 Kilometer südöstlich der Stadt Belfort (Luftlinie). Das Dorf erstreckt sich in den nördlichen Ausläufern des Juras, im Tal der Coeuvatte zwischen den Anhöhen von Florimont im Westen und Mont im Osten, in unmittelbarer Nähe der Grenze zur Schweiz.

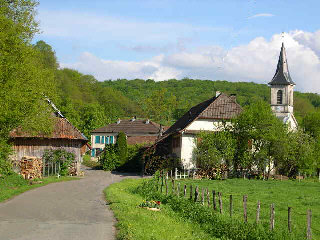
Blick auf Dorf und Kirche

Die Fläche des 5,32 km² großen Gemeindegebiets umfasst einen Abschnitt der gewellten Landschaft im Übergangsbereich zwischen dem Flachland der Burgundischen Pforte (Trouée de Belfort) und dem Tafeljura der Ajoie. Der zentrale Teil des Gebietes wird in Süd-Nord-Richtung von der bis zu 300 m breiten Talniederung der Coeuvatte durchquert, welche für die Entwässerung zur Allaine sorgt. Bei Courcelles mündet von Westen das Seitental der Combe Saint-Urbain. Flankiert wird das Tal auf beiden Seiten von relativ steilen Hängen, die zu den angrenzenden Hochplateaus überleiten. Diese liegen durchschnittlich auf 430 m und sind teils von Acker- und Wiesland, teils von Wald bestanden. Nach Westen erstreckt sich das Gemeindeareal auf die bewaldeten Höhen von Florimont (Derrière Notre Dame, bis 509 m) und bis zum Mont Renaud oberhalb von Boncourt. Östlich des Coeuvatte-Tals befinden sich die Hochfläche Ragie sowie die Waldhöhen Bois le Sire und Bois Moront (482 m). Ganz im Osten, am Hang des Mont, wird mit 512 m die höchste Erhebung von Courcelles erreicht.
Nachbargemeinden von Courcelles sind Florimont und Courtelevant im Norden, Réchésy im Osten sowie die schweizerischen Gemeinden Damphreux-Lugnez im Süden, Basse-Allaine im Süden und Westen sowie Boncourt im Westen.

## Geschichte
Erstmals urkundlich erwähnt wird Courcelles im Jahr 1170; im 13. Jahrhundert ist die Bezeichnung Villa Corcellis überliefert. Der Ortsname geht auf die lateinischen Wörter curtis und cella zurück.  In der ersten Hälfte des 14. Jahrhunderts gelangte das Dorf unter die Oberhoheit der Habsburger. Es war Teil der Herrschaft Florimont und bildete seit 1311 eine eigene Pfarrei.
Während des Dreißigjährigen Krieges wurde das Dorf von schwedischen Truppen geplündert und verwüstet. Zusammen mit dem Sundgau kam Courcelles mit dem Westfälischen Frieden 1648 an die französische Krone. Seit 1793 gehörte das Dorf zum Département Haut-Rhin, verblieb jedoch 1871 als Teil des Territoire de Belfort im Gegensatz zum restlichen Elsass bei Frankreich.

## Sehenswürdigkeiten

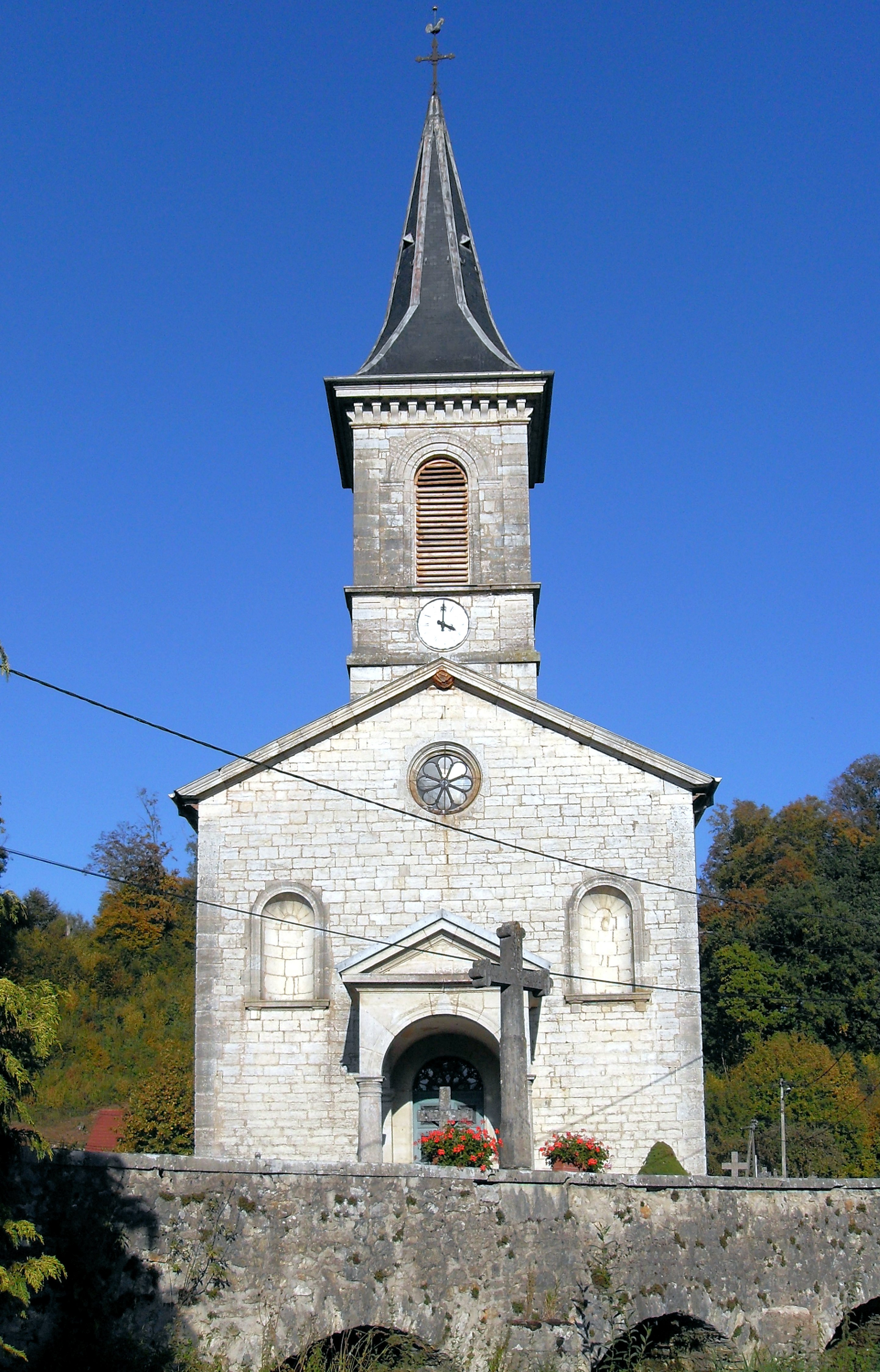
Kirche Sainte-Agathe

Die Kirche Sainte-Agathe wurde 1843 neu erbaut. Der Ortskern ist geprägt durch verschiedene Fachwerkhäuser im traditionellen elsässischen Stil des 18. und 19. Jahrhunderts.

## Bevölkerung
| Jahr      | 1962 | 1968 | 1975 | 1982 | 1990 | 1999 | 2006 | 2020 |
| Einwohner | 92   | 79   | 88   | 128  | 106  | 100  | 118  | 120  |

Mit 128 Einwohnern (1. Januar 2022) gehört Courcelles zu den kleinsten Gemeinden des Départements Territoire de Belfort. Nachdem die Einwohnerzahl in der ersten Hälfte des 20. Jahrhunderts deutlich abgenommen hatte (1886 wurden noch 196 Personen gezählt), wurde vor allem während der 1970er Jahre wieder ein Bevölkerungswachstum verzeichnet. Seit 1982 ist erneut ein leicht rückläufiger Trend zu beobachten.

## Wirtschaft und Infrastruktur
Courcelles war bis weit ins 20. Jahrhundert hinein ein vorwiegend durch die Landwirtschaft (Ackerbau, Obstbau und Viehzucht) und die Forstwirtschaft geprägtes Dorf. Noch heute leben die Bewohner zur Hauptsache von der Tätigkeit im ersten Sektor. Außerhalb des primären Sektors gibt es nur wenige Arbeitsplätze im Dorf. Einige Erwerbstätige sind auch Wegpendler, die in den umliegenden größeren Ortschaften ihrer Arbeit nachgehen.
Die Ortschaft liegt abseits der größeren Straßenverbindungen an einer Departementsstraße, die von Florimont nach Lugnez führt. Weitere Straßenverbindungen bestehen mit Réchésy und Montignez.